# Badesee (Ummendorf)
Der Badesee ist ein Stillgewässer im Gebiet der baden-württembergischen Gemeinde Ummendorf im Landkreis Biberach in Deutschland.

## Lage
Der rund sechs Hektar große „Badesee“ liegt etwa 900 Meter westlich der Ummendorfer Ortsmitte, auf einer Höhe von ungefähr 538 m ü. NHN. Er entstand im 20. Jahrhundert als Baggersee östlich des Naturschutzgebiets „Ummendorfer Ried“ (Schutzgebietsnummer 4.027) und ist Teil des Landschaftsschutzgebiets „Oberes Rißtal“ (4.26.037). 
Der See ist in Besitz der Gemeinde Ummendorf, die ihn an einen ortsansässigen Angelsportverein verpachtet hat.

## Hydrologie
Das Einzugsgebiet des „Badesees“ erstreckt sich auf sechs Hektar. Die Größe der Wasseroberfläche beträgt 6,4 Hektar, bei einer durchschnittlichen Tiefe von 7,0 Meter und einer maximalen Tiefe von 15,5 Meter ergibt sich ein Volumen von rund 448.000 Kubikmeter.
Der Zulauf des Sees erfolgt durch Grundwasser und Quellen, der Abfluss über die Riß und die Donau in das Schwarze Meer.

## Ökologie
Seit 2010 sind Ummendorf sowie Biberach an der Riß (nur Einzugsgebiet) mit dem „Badesee“ am Aktionsprogramm zur Sanierung oberschwäbischer Seen beteiligt. Ein wichtiges Ziel dieses Programms ist, Nährstoffeinträge in Bäche, Seen und Weiher zu verringern und die Gewässer dadurch in ihrem Zustand zu verbessern und zu erhalten.
Das Einzugsgebiet des Sees wird zu 95 Prozent für die Wald- und fünf Prozent für die Landwirtschaft genutzt.
| Jahr                                     | 2011  | 2016  | 2021   |
| Gesamt PO4-Phosphor (µg/l)               | 29,00 | 34,00 | 156,00 |
| Chlorophyll a (µg/l)                     | 7,50  |       |        |
| Chlorophyll a-Spitze (µg/l)              | 27,00 |       |        |
| anorganischer Gesamt-Stickstoff a (mg/l) | 0,27  |       |        |
| Sichttiefe (m)                           | 2,20  |       |        |
| Trophiestufe                             |       |       | m      |

## Nutzung
Die Gemeinde Ummendorf betreibt in den Sommermonaten das am östlichen Ufer gelegene Naturbad mit Umkleiden, Duschen und Kiosk, das auch von vielen Besuchern aus Biberach und Umgebung angenommen wird. Der Badebetrieb wird von der Biberacher Ortsgruppe der DLRG-Wasserrettung überwacht.